# Sucrea
Sucrea es un género de plantas herbáceas perteneciente a la familia de las poáceas. Es originario de Brasil.

## Etimología
El nombre del género fue otorgado en honor de Dimitri Sucre.

## Especies
- Sucrea maculata
- Sucrea monophylla
- Sucrea sampaiana
- Sucrea sampaniana